# Waag (Leiden)
De Leidse Waag is een rijksmonument gelegen aan de Aalmarkt (nr.21) in Leiden.
Het is rond 1657 gebouwd naar een ontwerp van Pieter Post op de plaats van het oude, houten waaggebouw. Dit stond sinds 1455 op de plaats waar de Oude Rijn, de Nieuwe Rijn en de Mare samenkomen. De Waag is gebouwd in de stijl van het Hollands classicisme en is boven zijn poort voorzien van een door beeldhouwer Rombout Verhulst gemaakt reliëf dat het waagbedrijf afbeeldt. 
De Waag ligt tussen het pand van de voormalige Vroom & Dreesmann en de Mandemakerssteeg en voor het gebouw ligt het zogenaamde Waaghoofd, de kade waar de schepen werden gelost. De kranen die hiervoor werden gebruikt zijn niet meer aanwezig. Het Waaghoofd was een aanlanding van de Waaghoofdbrug, een brug voor langzaam verkeer tussen de Aalmarkt en de Stille Rijn/Stille Mare, die in 2016 is vervangen door de Catharinabrug die aansluit op de nieuwe Catharinasteeg. Het Waaghoofd is nu in gebruik genomen als terras.

## Galerij

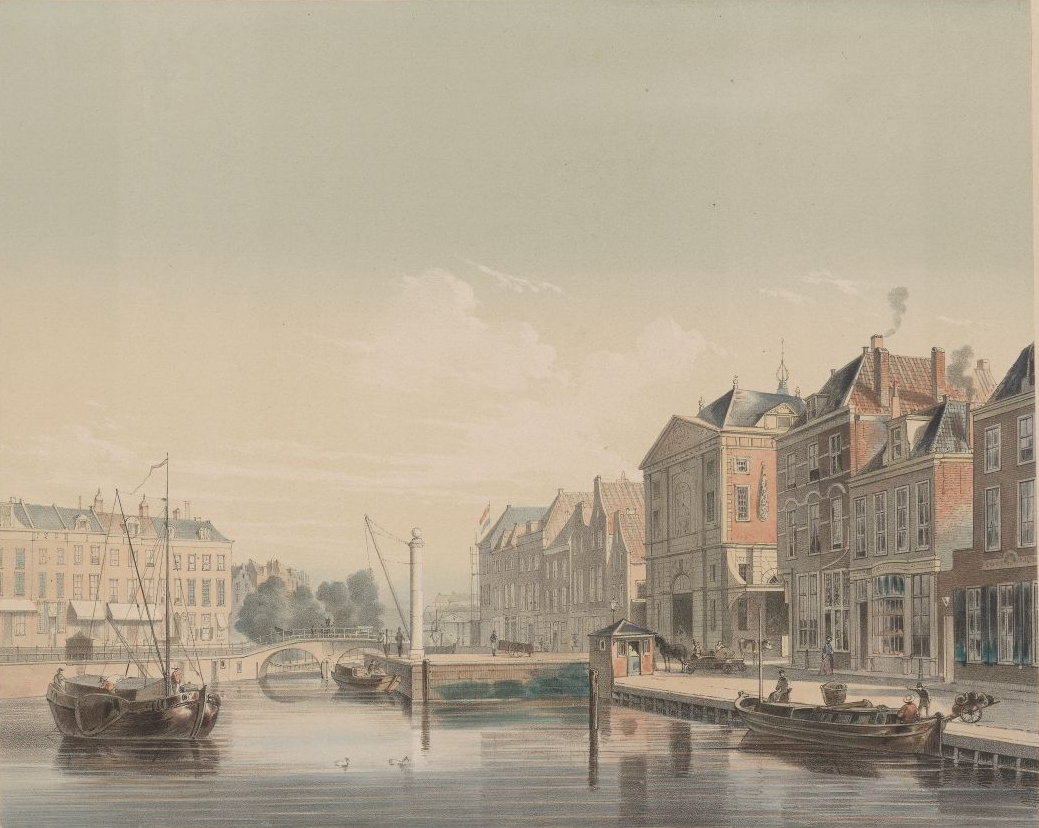
De Waag in 1850
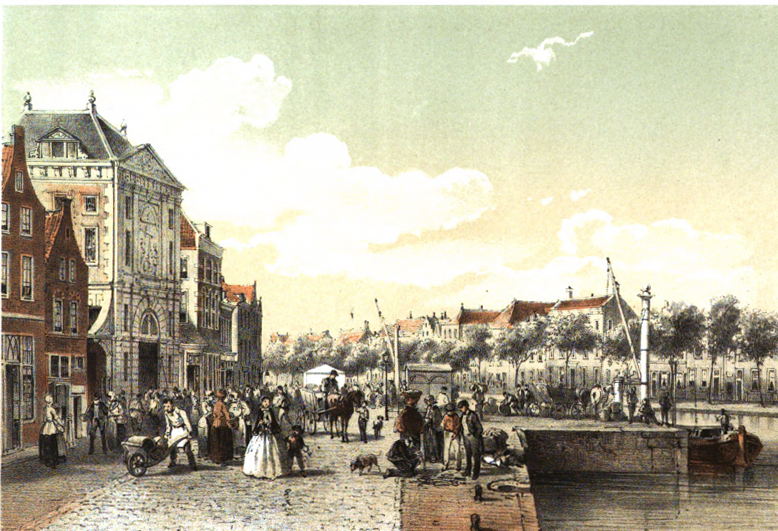
De Waag in 1859
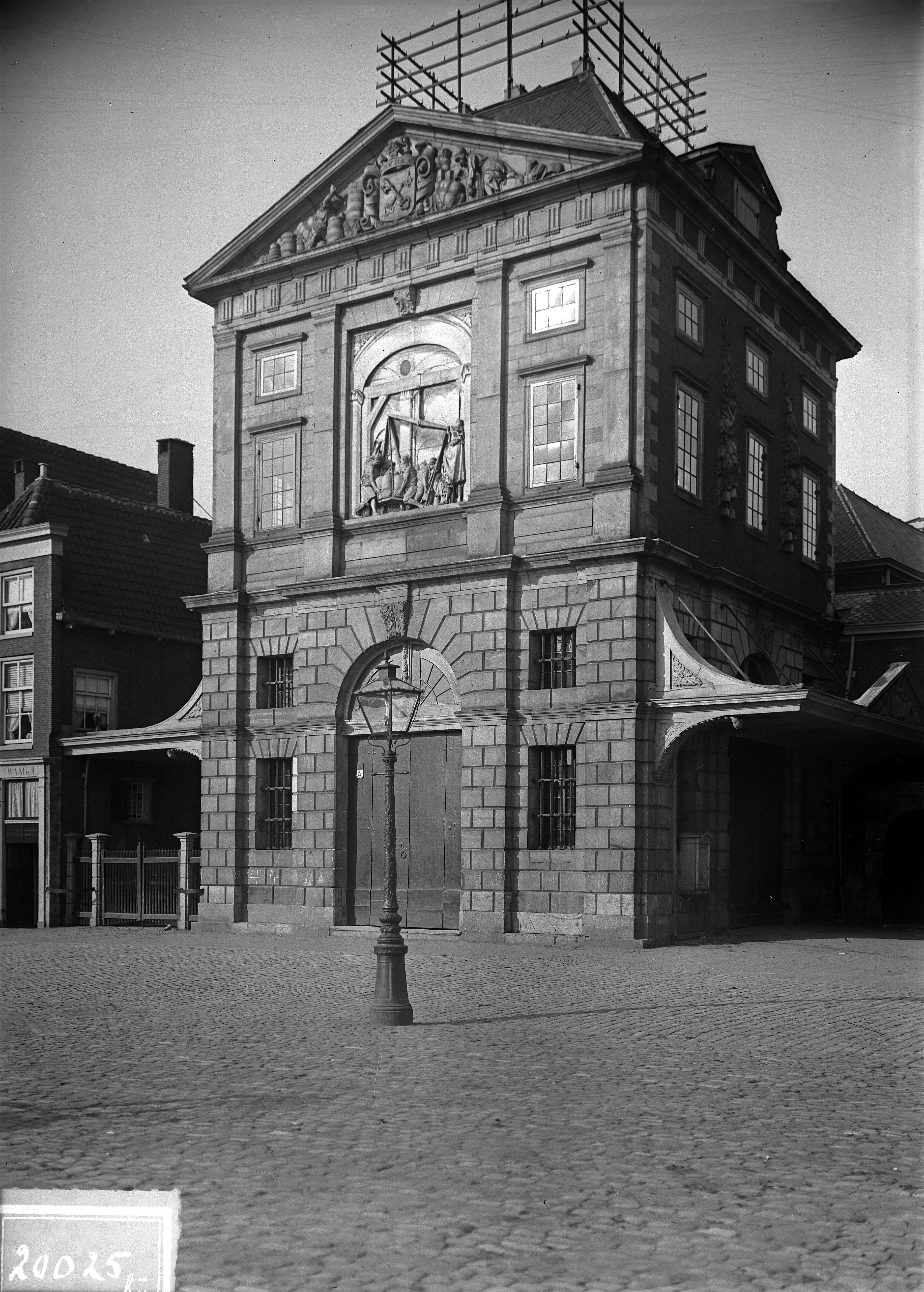
Gezicht op de Waag aan de Aalmarkt, ca 1900